# Norbert Eschmann
Norbert Eschmann (ur. 19 września 1933 w Besançon, zm. 13 maja 2009 w Lozannie) – piłkarz szwajcarski grający na pozycji pomocnika. W swojej karierze rozegrał 15 meczów w reprezentacji Szwajcarii i strzelił w nich 3 gole.

## Kariera klubowa
Swoją karierę piłkarską Eschmann rozpoczął w klubie Lausanne Sports. W sezonie 1951/1952 zadebiutował w jego barwach w pierwszej lidze szwajcarskiej. W 1954 roku odszedł do francuskiego Red Star 93, ale już rok później wrócił do Lausanne Sports i występował w nim do końca sezonu 1956/1957.
W 1957 roku Eschmann został zawodnikiem Servette FC, a w 1958 roku odszedł do Olympique Marsylia. Po dwóch sezonach gry w Olympique przeniósł się do Stade Français.
W 1963 roku Eschmann wrócił do Lausanne Sports, gdzie grał przez dwa lata. W sezonie 1963/1964 zdobył z nim Puchar Szwajcarii, a w sezonie 1964/1965 został mistrzem kraju. W sezonie 1965/1966 grał w FC Sion. W latach 1967–1969 był grającym trenerem w FC Locarno, a w latach 1969–1971 – w FC Martigny-Sports. W 1971 roku zakończył karierę.

## Kariera reprezentacyjna
W reprezentacji Szwajcarii Eschmann zadebiutował 15 września 1956 roku w przegranym 2:3 towarzyskim meczu z Holandią, rozegranym w Lozannie. Wcześniej, w 1954 roku, był w kadrze Szwajcarii na mistrzostwa świata 1954, jednak nie rozegrał na nich meczu. W 1962 roku został powołany do kadry na mistrzostwa świata w Chile. Na nich rozegrał dwa mecze: z Chile (1:3) i z RFN (1:2). W kadrze narodowej od 1956 do 1964 roku rozegrał 15 meczów, w których zdobył 3 bramki.